# Karl Friedrich (Hohenzollern-Sigmaringen)
Karl Friedrich von Hohenzollern-Sigmaringen (* 9. Januar 1724 in Sigmaringen; † 20. Dezember 1785 in Krauchenwies) war von 1769 bis 1785 Fürst von Hohenzollern-Sigmaringen, Herr zu Haigerloch und Wehrstein.

## Leben
Karl Friedrich war Sohn des Fürsten Joseph Friedrich Ernst von Hohenzollern-Sigmaringen (1702–1769) aus dessen erster Ehe mit Marie Franziska (1703–1737), Tochter des Fürsten Franz Albrecht zu Oettingen-Spielberg. Der Prinz wurde zunächst in Sigmaringen und München erzogen. Später folgte eine Ausbildung an den Universitäten Freiburg, Göttingen und Ingolstadt. Er kehrte 1746 nach Sigmaringen zurück und unternahm bald darauf eine Kavalierstour, eine Art Bildungsreise, durch Deutschland, Österreich und Italien, die ihn an mehrere große Höfe führte.
Sodann suchte Karl Friedrich seine Verwandten in den Niederlanden auf. Dort lernte er auch seine spätere Gemahlin kennen. Er heiratete am 2. März 1749 auf Schloss Kail Johanna (1727–1787), Tochter des Grafen Franz Wilhelm von Hohenzollern-Berg. Die Ehe wurde nicht nur aus politischen Gründen geschlossen, vielmehr hatte Karl Friedrich eine tiefe Zuneigung für seine Verlobte und Ehefrau. Johanna war Erbin der einträglichen niederländischen Grafschaft Bergh-s’-Heerenberg. Nach der Heirat hielt er sich auf den Gütern seines niederländischen Schwiegervaters häufiger auf als im Fürstentum seiner Familie.
Karl Friedrichs erlebte den Siebenjährigen Krieg auf der Seite von Maria Theresia von Österreich gegen Preußen. Er diente bis 1763 in einem Reiterregiment als Teil der Truppen des Schwäbischen Reichskreises. Die Truppe kämpfte mit viel Einsatz gegen die von Friedrich Wilhelm von Seydlitz geführte preußische Kavallerie. Auf Hohenzollern-Sigmaringen hatte die militärische Auseinandersetzung nahezu keine Auswirkungen, was die Entwicklung der Wirtschaft begünstigte. Karl Friedrich war Erbkämmerer des Heiligen Römischen Reiches und Generalfeldmarschallleutnant des Schwäbischen Reichskreises. Ansonsten begeisterte sich der Fürst sehr für die Jagd.

## Nachkommen
Aus seiner Ehe mit Johanna hatte Karl Friedrich folgende Nachkommen:
- Friedrich Joseph Fidelis Anton (*/† 1750)
- Johann Baptist Friedrich Fidelis (*/† 1751)
- Anton Joachim Georg Franz (*/† 1752)
- Fidelis Joseph Anton Franz (1752–1753)
- Marie Franziska Anna Antonia (1754–1755)
- Joachim Adam (1755–1756)
- Joseph Friedrich Fidelis (1758–1759)
- Franz Konrad Maria Fidelis (1761–1762)
- Anton Alois Meinrad Franz (1762–1831), Fürst von Hohenzollern-Sigmaringen

⚭ 1782 Prinzessin Amalie Zephyrine zu Salm-Kyrburg (1760–1841)
- Fidelia Theresia Karoline Creszentia (*/† 1763)
- Johanna Franziska Antonia (1765–1790)

⚭ 1781 Fürst Friedrich III. zu Salm-Kyrburg (1745–1794)
- Maria Kreszentia (1766–1844)

⚭ 1807 Graf Franz Xaver Nikolaus Fischler von Treuberg (1775–1835)